# 고려산
고려산(高麗山/高呂山)은 인천광역시 강화군 하점면에 위치한 산으로 해발 436.3M이다.

## 역사
고려산이 위치한 강화도는 475년 고구려 장수왕때 고구려영토로서 이름은 혈구군(穴口郡)이었다. 《강도지(江都誌)》에는 연개소문이 강화도의 고려산 인근에서 태어났다는 전승을 수록하고 있다. 책에 따르면 강화도의 고려산 북쪽에 위치한 시루미산에서 연개소문이 태어났으며 시루봉 중턱에 연개소문이 살던 집터가 있었고, 연개소문이 말을 달렸다는 치마대(馳馬臺), 말에게 물을 먹였다는 오련정(五蓮井) 등의 지명에 대한 전승이 《강도지》에는 수록되어 전한다.
1993년에 이 내용에 근거하여 고려산 하부에 있는 부근리 지석묘 앞의 고인돌 공원에 『고구려 대막리지 연개소문의 유적지』라고 새긴 비석이 세워지기도 했다.

## 같이 보기
- 한국의 산 목록